# Vivendo do Ócio
Vivendo do Ócio est un groupe brésilien de rock, originaire de Salvador, dans l'État de Bahia. Le groupe est formé par le guitariste et chanteur Jajá Cardoso avec le bassiste Luca Bori, suivi par le guitariste Davide Bori (le frère de Luca) et le batteur actuel Dieguito Reis. Le groupe est l'un des principaux groupes de la scène rock brésilienne contemporaine, a remporté plusieurs prix, et compte trois albums studio à son actif.

## Histoire

### Débuts (2006–2008)
Le groupe est formé en 2006 à Salvador, dans l'État de Bahia, lorsque les amis Jajá Cardoso et Luca Bori se réunissent pour jouer chez eux, alors qu'ils avaient déjà terminé leurs études secondaires. Auparavant, les membres avaient fait partie d'un autre groupe de punk hardcore formé par Luca, Trick Attack, et après la séparation du duo, ils ont vu la possibilité de former un nouveau groupe avec un son différent. Ses références sont les Beatles et les Rolling Stones, ainsi que des groupes contemporains tels que The Strokes, Bloc Party, Maxïmo Park et Arctic Monkeys. Ils cherchent un batteur sur Internet et trouvent Mamede Musser, après quoi Davide Bori rejoint le groupe. Le nom du groupe émerge lors d'une discussion Internet entre Jajá et Luca, ce dernier ayant posté sur MSN la phrase « Vivendo do ócio », inspirée par le livre Ócio Criativo de Domenico De Masi.
En 2008, avec le départ du batteur Mamede et son remplacement par Dieguito Reis, le groupe connait une période de travail intense - compositions, répétitions, enregistrements et sortie d'un album virtuel et du clip Amor em Fúria, à partir duquel il commence à se distinguer sur la scène bahianaise, attirant l'attention de la presse écrite et apparaissant dans des journaux tels que A Tarde et Correio. Grâce à leur démo Teorias de Amor Moderno, le groupe participe au concours GAS Sound, diffusé sur RedeTV! en 2008, et jugé par Supla, Japinha, Carioca et George Israel. Le prix est l'enregistrement d'un album par Deckdisc,.

### Premiers albums (2009–2015)
Après avoir remporté le concours, ils réenregistrent les 10 morceaux de Teorias de Amor Moderno et en ajoutent quatre nouveaux, ce qui donne naissance à l'album Nem Sempre Tão Normal en mai 2009, la première sortie commerciale du groupe, produite par Rafael Ramos (qui a travaillé avec Pitty, Cachorro Grande, Ultraje a Rigor).
En 2010, le groupe joue devant 15 000 spectateurs lors du concert Brazilian Day London. Ils jouent également à La Haye, aux Pays-Bas, au festival international de la musique, et à Londres au Dublin Castle, un pub classique de Camden Town qui a accueilli des groupes et artistes tels que Madness, Amy Winehouse et Arctic Monkeys. L'année suivante, ils retournent en Europe pour partager la scène avec Lou Reed au Italia Wave Love Festival. En 2011, le quatuor sort le clip du morceau Silas, enregistré en juin dans les Marches, en Italie, et réalisé par Rodolfo Craia et Federico de Marco, qui en assure également le montage. Il s'agit du premier single de l'album O Pensamento é um Imã, sorti en janvier 2012.
L'influence du chanteur Caetano Veloso sur l'album se manifeste dans la chanson Radioatividade, qui parle de Salvador et est directement influencée par le morceau Triste Bahia et, par conséquent, par la poésie de Gregório de Matos, qui porte le même titre. Le groupe invite même Caetano à enregistrer le morceau, mais l'artiste est en tournée en Europe avec Maria Gadú. Le morceau fait l'objet d'un clip en 2015, tourné à Bahia.
Le groupe est nommé deux fois aux VMB Awards 2012, dans la catégorie Meilleur album, pour O Pensamento É Um Ímã, et Meilleure chanson, pour Nostalgia. En 2013, ils sortent le clip de la chanson Bomba Relógio, tourné dans la ville de Lecce, dans le sud de l'Italie. Le dernier est celui de la chanson Por um Punhado de Reais, enregistré à Analândia et qui inclut le groupe dans le projet Around The World in 80 Music Videos.

### Selva Mundo(depuis 2016)
Le groupe avait lancé une campagne de financement participatif pour financer le nouvel album, et ceux qui faisaient un don étaient récompensés par le droit à un téléchargement anticipé, leur nom étant mentionné dans les remerciements. Les dons plus importants étaient récompensés par un concert acoustique du groupe au domicile de l'acheteur.
Selva Mundo est le troisième album studio du groupe, sorti indépendamment en septembre 2015, produit par les producteurs Curumin et Fernando Sanches, avec Pepeu Gomes et Lira. Il s'agit de l'album le plus mature et le mieux produit du groupe. Le premier clip est celui du morceau Prisma, dont l'idée est venue d'un cauchemar de Jajá, et qui est tourné dans le centre historique de Salvador avec la participation de Thadeu Meneghini.

## Discographie

### Albums studio
- 2008 : Teorias de Amor Moderno
- 2009 : Nem Sempre tão Normal
- 2012 : O Pensamento É um Ímã
- 2013 : Som, Luzes e Terror
- 2015 : Selva Mundo
- 2020 : Vivendo do Ócio

### Singles
- 2009 : Fora, Mônica!
- 2010 : Dilema
- 2011 : Rock Pub Baby
- 2011 : Oh! Não
- 2011 : Silas
- 2012 : Eu Gastei
- 2012 : Nostalgia
- 2013 : Bomba Relógio
- 2015 : Radioatividade
- 2015 : Por um Punhado de Reais
- 2016 : Prisma